# Machault (Ardenas)
 Machault  es una población y comuna francesa, en la región de Champaña-Ardenas, departamento de Ardenas, en el distrito de Vouziers. Es la cabecera y comuna más poblada del cantón de su nombre.
Está integrada en la Communauté de communes de l'Argonne Ardennaise.

## Demografía
| 530 | 524 | 557 | 653 | 744 | 732 | 784 | 759 | lac. | lac. | 724 | 686 | 641 | 615 | 656 | 665 | 637 | 576 | 592 | 550 | 553 | 524 | 523 | 530 | 450 | 512 | 523 | 551 | 511 | 440 | 459 | 437 | 495 |
| Para los censos de 1962 a 1999 la población legal corresponde a la población sin duplicidades (Fuente: INSEE [Consultar]) |     |     |     |     |     |     |     |      |      |     |     |     |     |     |     |     |     |     |     |     |     |     |     |     |     |     |     |     |     |     |     |     |